# Айдын, Мехмет Джан
Мехмет Джан Айдын (нем. Mehmet Can Aydin; род. 9 февраля 2002, Вюрзелен, Северный Рейн-Вестфалия) — немецкий футболист турецкого происхождения, полузащитник клуба «Шальке 04».

## Клубная карьера
Айдын — воспитанник клубов «Убах-Бохейн», «Алеманния», «Боруссия» (Мёнхенгладбах) и «Шальке 04». 3 апреля 2021 года в матче против «Байер 04» он дебютировал в Бундеслиге в составе последних. По итогам сезона клуб вылетел из элиты, но Айдын остался в команде. 1 августа в матче против «Хольштайна» он дебютировал во Второй Бундеслиге. 3 октября в поединке против «Ингольштадт 04» Мехмет забил свой первый гол за «Шальке 04».

## Карьера в сборной
В 2019 году в составе юношеской сборной Германии Айдын принял участие в юношеском чемпионате Европы в Ирландии. На турнире он сыграл в матчах против команд Италии и Испании.